# Мовчан Оксана Сергіївна
Мовчан Оксана Сергіївна — українська громадська діячка та керівниця. Тимчасовово виконуюча обов'язки голови Національної служби здоров'я України з 4 грудня 2019 року.

## Життєпис
Оксана Мовчан має фінансову освіту та 11 років працювала у фінансовому секторі. Керувала проєктами в Київському муніципалітеті, Міністерстві економічного розвитку та торгівлі, Адміністрації президента та Національній раді реформ. Співзасновник та перший керівник неурядової організації Go Global, заснованої з метою промоції вивчення іноземних мов в Україні.
З 2018 року Оксана Мовчан була радником голови Національної служби здоров'я України із стратегії і розвитку організації, з 25 червня 2019 року — заступник голови НСЗУ.
4 грудня 2019 Кабінет Міністрів поклав на неї тимчасове виконання обов'язків голови НСЗУ.
Крім державної служби, Оксана Мовчан також зайнята в громадських організаціях «Глобал Офіс» та «Фонд Ріната Ахметова».

## Особисте життя
Проживає у Вишгороді. Одружена, дві дочки.